# Myiarchus nugator
Myiarchus nugator là một loài chim trong họ Tyrannidae.